# 世界新聞自由日
世界新闻自由日（英語：World Press Freedom Day）是由联合国创建，旨在提高新闻自由的意识，并提醒政府尊重和提升言论自由的权利，该权利铭记在世界人权宣言第19条中。
1993年，联合国大会宣布将每年的5月3日定为世界新闻自由日，也为了纪念温得和克宣言，该宣言是由非洲报刊记者于1991年统一列出的新闻自由准则。
联合国教科文组织在世界新闻自由日颁发联合国教科文组织吉耶尔莫·卡诺新闻自由奖。

## 主题
- 2025年：在美丽新世界中报道——人工智能对新闻自由和媒体的影响
- 2024年：为地球发声：环境危机背景下的新闻工作
- 2023年：塑造权利的未来： 以表达自由促进各项人权[2]
- 2022年：数字围困之下的新闻业[3]
- 2021年：將信息視為公共產品[4]
- 2020年：无畏无私的新闻[5]
- 2019年：媒體推動民主：虛假信息時代的新聞和選舉[6]
- 2018年：让权力接受监督：媒体、司法与法治[7]
- 2017年：关键的时代，批判的头脑——媒体在推动和平、公正和包容社会中的作用
- 2016年：获得信息和基本自由，这是你的权利！
- 2015年：让新闻事业兴旺发达，在数字时代朝着更好的报道、性別平等、媒体安全迈进
- 2014年：媒体自由促进更美好的未来：塑造2015年后发展议程
- 2013年：予言论以安全：保护所有媒体的表达自由
- 2012年：新的声音——媒体自由促进社会变革
- 2011年：21世纪的媒体：新领域与新障碍
- 2010年：信息自由：知情權
- 2009年：媒體、對話和相互理解
- 2008年：信息獲取與人民自主
- 2007年：關注新聞自由，切實保障媒體從業人員的人身安全
- 2006年：媒体是推动变革的力量
- 2005年：挑战容忍的底线:媒体的职责
- 2004年：报道和低调报道：由谁决定？
- 2003年：媒体和武装冲突